# スィクティフカル
スィクティフカル（Сыктывкар; Syktyvkar）はロシア連邦の都市。人口は約23万人（2021年）。コミ共和国の首都。モスクワから北に約1200km。
スィソラ川に臨み、スィソラ川がヴィチェグダ川（北ドヴィナ川の支流）に合流する地点の近くに位置する。どちらの川でも河川交通が整備されており、ここで加工された木材が運送されている。
遅くとも16世紀には現在の位置に集落があったと考えられている。もともとウスチ・スィソリスク（Усть-Сысольск; Ust'-Sysol'sk）と呼ばれていたが、1930年にスィクティフカルと改称された。
1972年に設立されたスィクティフカル大学、劇場、博物館などがある。

## 気候
スィクティフカルは高緯度に位置しており、短く温暖な夏と、長くて寒冷な冬が特徴である。亜寒帯湿潤気候の北部気候に属しており、ケッペンの気候区分ではDfc。
| スィクティフカルの気候 | スィクティフカルの気候 | スィクティフカルの気候 | スィクティフカルの気候 | スィクティフカルの気候 | スィクティフカルの気候 | スィクティフカルの気候 | スィクティフカルの気候 | スィクティフカルの気候 | スィクティフカルの気候 | スィクティフカルの気候 | スィクティフカルの気候 | スィクティフカルの気候 | スィクティフカルの気候 |
| 月                     | 1月                    | 2月                    | 3月                    | 4月                    | 5月                    | 6月                    | 7月                    | 8月                    | 9月                    | 10月                   | 11月                   | 12月                   | 年                     |
| ---------------------- | ---------------------- | ---------------------- | ---------------------- | ---------------------- | ---------------------- | ---------------------- | ---------------------- | ---------------------- | ---------------------- | ---------------------- | ---------------------- | ---------------------- | ---------------------- |
| 平均最高気温 °C （°F） | −12.7 (9.1)            | −9.6 (14.7)            | −1.4 (29.5)            | 6.3 (43.3)             | 14.0 (57.2)            | 19.9 (67.8)            | 22.9 (73.2)            | 19.0 (66.2)            | 12.0 (53.6)            | 3.1 (37.6)             | −3.7 (25.3)            | −8.9 (16)              | 5.08 (41.13)           |
| 平均最低気温 °C （°F） | −20.8 (−5.4)           | −17.6 (0.3)            | −10.5 (13.1)           | −3.4 (25.9)            | 3.0 (37.4)             | 8.7 (47.7)             | 12.1 (53.8)            | 9.2 (48.6)             | 4.4 (39.9)             | −1.8 (28.8)            | −9.2 (15.4)            | −15.7 (3.7)            | −3.47 (25.77)          |
| 降水量 mm （inch）     | 32 (1.26)              | 24 (0.94)              | 25 (0.98)              | 32 (1.26)              | 41 (1.61)              | 59 (2.32)              | 73 (2.87)              | 59 (2.32)              | 58 (2.28)              | 58 (2.28)              | 46 (1.81)              | 38 (1.5)               | 545 (21.43)            |
| 出典：Pogoda.ru.net    |                        |                        |                        |                        |                        |                        |                        |                        |                        |                        |                        |                        |                        |

## 交通
市内にはスィクティフカル空港があり、モスクワやサンクトペテルブルクなど大都市圏だけではなく、共和国内への便も複数存在する。

## 姉妹都市
スィクティフカルは、次の都市と姉妹都市関係を結んでいる。
- クリェラ （スペイン）
- デブレツェン （ハンガリー）
- ロスアルトス （アメリカ合衆国）
- ロヴェチ （ブルガリア）
- 太原 （中華人民共和国）